# Нуэва-Виская
Нуэва-Виская (таг. Bagong Biskaya, англ. Nueva Vizcaya) — провинция на Филиппинах, в регионе Долина Кагаян, на острове Лусон. Административный центр — город Байомбонг, расположенный в 268 км от Манилы.

## География
Площадь провинции составляет 3903,9 км². Граничит с провинциями: Бенгет (на западе), Ифугао (на севере), Исабела (на северо-востоке), Кирино (на востоке), Аурора (на юго-востоке), Нуэва-Эсиха (на юге) и Пангасинан (на юго-западе). Менее 20 % земель не пригодны для обработки.

### Климат
Климат провинции относительно сухой. Температура, зарегистрированная в Байомбонге, минимальная — 12 °C, максимальная — 25 °C. Наиболее холодные месяцы — декабрь и январь, умеренные — апрель и май. Между маем и октябрем идут дожди, а самые сухие месяцы — ноябрь и февраль.

## История
Провинция была создана как военно-политический округ в 1841 году при испанском губернаторе, Луисе Лардисабале. До этого территория провинции была населена разными народами: игорротами, илонготами, ифугао, и аэта, или негритосами. Племена их вели кочевую жизнь и вынуждены были выживать, перемещаясь в пустынных районах Кордильеры и Сьерра-Мадре. Позже эти народы стали объектом религиозных экспедиций, возглавляемых монахами доминиканцами и августинцами.

## Население
Население по данным на 2010 год составляет 421 355 человек. 56 % населения занято в сельском хозяйстве. Уровень безработицы составляет около 20 %
По данным на 2013 год численность населения составляет 419 335 человек.
Динамика численности населения провинции по годам:
| 2000    | 2007    | 2013    |
| ------- | ------- | ------- |
| 366 962 | 397 837 | 419 335 |

## Административное деление
В административном отношении провинция подразделяется на 15 муниципалитетов:

| - Альфонсо-Кастаньеда - Амбагио - Аритао - Багабаг - Бамбанг - Байомбонг - Диади - Дупакс-дель-Норте | - Дупакс-дель-Сур - Касибу - Кайапа - Кесон - Санта-Фе - Солано - Вильяверде |